# Sint-Nicolaaskerk (Appingedam)
De Sint-Nicolaaskerk is een voormalig katholiek kerkgebouw aan de Solwerderstraat in Appingedam in de Nederlandse provincie Groningen.

## Geschiedenis

### Voorgeschiedenis
De kerk werd gebouwd ter vervanging van het een eerdere kerk die in 1859 werd gebouwd en was ontworpen door pastoor Antonius Petrus Hendriks zelf. Hendriks had in 1858 advies ingewonnen bij Pierre Cuypers, maar was eigenzinnig in het feit dat hij het bouwwerk tegen alle waarschuwingen van zijn parochianen in 'deze steenmassa zonder onderhijing op slechten, aangeslipten grond' liet bouwen. Na enkele jaren ontstonden er dikke scheuren in de muren en vroeg Hendriks bij de aartsbisschop overplaatsing aan, waarbij hij aangaf: 'Om vele redenen zou ik niet gaarne in dezen Noorderhoek blijven'. Na 27 jaren van vergeefse reparaties werd de toren in 1886 afgebroken en het gebouw in 1887 gesloopt.

### Bouw en inventaris
De huidige kleine neogotische kerk werd na een landelijke inzamelingsactie in 1900-1901 gebouwd naar een ontwerp van de architecten Gerardus Adrianus Ebbers en A.J. van Schaik, die sterk waren geïnspireerd door het werk van Alfred Tepe. In de jaren dertig werd het gebouw opgeknapt, waarbij de muren bruin en crème werden geschilderd naar de smaak van die tijd. Bij die gelegenheid werden ook een orgel en een  tabernakel in de kerk geplaatst. Bij het herstel van oorlogsschade na 1945 kwam er een nieuw altaar en werden diverse heiligenbeelden vervangen. De doopvont was afkomstig uit de kerk van het Betuwse dorp Doornenburg.

### Andere functie
De parochie van Appingedam fuseerde in 1999 met die van Delfzijl, waarbij de Sint-Jozefkerk in Delfzijl de parochiekerk werd. Een deel van de inventaris van de Nicolaaskerk verhuisde daarheen. Het kerkgebouw werd verkocht aan de Stichting NOVO, een instelling voor mensen met een verstandelijke beperking. Van 2004 tot 2016 exploiteerde de NOVO een lunchroom met bakkerij en keuken in de voormalige kerk, waarbij een deel van het kerkmeubilair nog steeds gebruikt werd. Er was ook een stilteruimte ingericht, met aan de wanden kunst van de NOVO-cliënten. Op de verdieping bevindt zich de "Witte zaal", die gebruikt werd als vergaderzaal. Na de sluiting in 2016 is de kerk omgebouwd tot restaurant.

## Pastorie
Bij de kerk hoorde de pastorie, die met de voorgevel vooraan de Solwerderstraat staat en beschermd is als rijksmonument. Dit herenhuis uit de achttiende eeuw met een oudere kern heeft één verdieping en een zadeldak met voorschild en topschoorsteen. Tegen de gootlijst zijn gesneden consoles aangebracht. 